# Johan Teterissa

Vlag van de Republiek der Zuid-Molukken (Maleis: Republik Maluku Selatan), waarvan het bezit en tentoonstellen ervan illegaal is in Indonesië

Johan Teterissa (geboren ca. 1961 - 4 december 2019) was een Molukse basisschoolleraar, en lid van de afscheidingsbeweging Republiek der Zuid-Molukken.

## Actie en veroordeling
Teterissa werd veroordeeld tot levenslange gevangenisstraf in april 2008 wegens staatsverraad, nadat hij op 29 juni 2007 in Ambon een geweldloze demonstratie tegen de Indonesische wetgeving leidde. Teterissa hield samen met een groep van 19 traditionele Molukse dansers de verboden separatistische vlag van de Republiek der Zuid-Molukken in het aangezicht van de Indonesische president Susilo Bambang Yudhoyono. Amnesty International heeft hem aangewezen als gewetensgevangene.

## Na vrijlating
Na ruim 10 jaar gevangenschap werd Johan Teterissa vrijgelaten in december 2018. Johan Teterissa is op 4 december 2019 onverwachts overleden, nog geen jaar na zijn vervroegde vrijlating en terugkeer naar de Molukken.